# Kleingebiet Keszthely
Das Kleingebiet Keszthely (ungarisch Keszthelyi kistérség) war bis Ende 2012 eine ungarische Verwaltungseinheit (LAU 1) innerhalb des Komitats Zala in Westtransdanubien. Es entstand am 25. September 2007 durch die Teilung des Kleingebiets Keszthely-Hévíz. Im Zuge der Verwaltungsreform zum Jahresanfang 2013 gingen alle 16 Ortschaften in den nachfolgenden Kreis Keszthely (ungarisch Keszthelyi járás) über, dem noch weitere 14 Ortschaften zugeordnet wurden, 8 aus dem Kleingebiet Hévíz, 3 aus dem Kleingebiet Pacsa und 3 aus dem Kleingebiet Zalaszentgrót.
Ende 2012 lebten auf einer Fläche von 349,34 km² 34.011 Einwohner. Die Bevölkerungsdichte lag mit 72 Einwohnern/km² über dem Komitatsdurchschnitt.
Der Verwaltungssitz befand sich in der einzigen Stadt Keszthely (20.382 Ew.). Einwohnerstark waren des Weiteren die zwei Großgemeinden (ungarisch nagyközség) Gyenesdiás (3.568 Ew.) und Vonyarcvashegy (2.178 Ew.).

## Ortschaften
Folgende Orte gehörten zum Kleingebiet Keszthely:
- Balatongyörök
- Bókaháza
- Esztergályhorváti
- Gétye
- Gyenesdiás
- Karmacs
- Keszthely
- Szentgyörgyvár
- Vállus
- Várvölgy
- Vindornyafok
- Vindornyalak
- Vonyarcvashegy
- Zalaapáti
- Zalaszántó
- Zalavár